# Lampranthus vanheerdei
Lampranthus vanheerdei är en isörtsväxtart som beskrevs av L. Bol. Lampranthus vanheerdei ingår i släktet Lampranthus och familjen isörtsväxter. Inga underarter finns listade i Catalogue of Life.